# Olizy-sur-Chiers
Olizy-sur-Chiers és un municipi francès situat al departament del Mosa i a la regió del Gran Est. L'any 2007 tenia 171 habitants.

## Demografia

### Població
El 2007 la població de fet d'Olizy-sur-Chiers era de 171 persones. Hi havia 66 famílies, de les quals 18 eren unipersonals (18 dones vivint soles i 18 dones vivint soles), 15 parelles sense fills, 29 parelles amb fills i 4 famílies monoparentals amb fills.
La població ha evolucionat segons el següent gràfic:
Habitants censats

### Habitatges
El 2007 hi havia 93 habitatges, 69 eren l'habitatge principal de la família, 15 eren segones residències i 9 estaven desocupats. 92 eren cases i 1 era un apartament. Dels 69 habitatges principals, 58 estaven ocupats pels seus propietaris, 10 estaven llogats i ocupats pels llogaters i 1 estava cedit a títol gratuït; 5 tenien tres cambres, 18 en tenien quatre i 46 en tenien cinc o més. 48 habitatges disposaven pel capbaix d'una plaça de pàrquing. A 27 habitatges hi havia un automòbil i a 31 n'hi havia dos o més.

### Piràmide de població
La piràmide de població per edats i sexe el 2009 era:
| Homes | Edats   | Dones |
| ----- | ------- | ----- |
| 0     | 95 o +  | 0     |
| 0     | 90 a 94 | 0     |
| 0     | 85 a 89 | 0     |
| 4     | 80 a 84 | 8     |
| 8     | 75 a 79 | 16    |
| 4     | 70 a 74 | 4     |
| 4     | 65 a 69 | 4     |
| 0     | 60 a 64 | 8     |
| 0     | 55 a 59 | 0     |
| 16    | 50 a 54 | 12    |
| 0     | 45 a 49 | 4     |
| 8     | 40 a 44 | 0     |
| 8     | 35 a 39 | 8     |
| 0     | 30 a 34 | 8     |
| 8     | 25 a 29 | 8     |
| 4     | 20 a 24 | 4     |
| 0     | 15 a 19 | 4     |
| 4     | 10 a 14 | 4     |
| 4     | 5 a 9   | 8     |
| 4     | 0 a 4   | 4     |

## Economia
El 2007 la població en edat de treballar era de 106 persones, 74 eren actives i 32 eren inactives. De les 74 persones actives 68 estaven ocupades (42 homes i 26 dones) i 7 estaven aturades (3 homes i 4 dones). De les 32 persones inactives 6 estaven jubilades, 11 estaven estudiant i 15 estaven classificades com a «altres inactius».

### Ingressos
El 2009 a Olizy-sur-Chiers hi havia 73 unitats fiscals que integraven 176,5 persones, la mediana anual d'ingressos fiscals per persona era de 13.915 €.

### Activitats econòmiques
Dels 5 establiments que hi havia el 2007, 1 era d'una empresa extractiva, 1 d'una empresa de construcció, 1 d'una empresa de transport i 2 d'empreses classificades com a «altres activitats de serveis».
L'únic servei als particulars que hi havia el 2009 era una perruqueria.
L'any 2000 a Olizy-sur-Chiers hi havia 7 explotacions agrícoles que ocupaven un total de 548 hectàrees.

## Poblacions més properes
El següent diagrama mostra les poblacions més properes.